# Lyn Byl
Lyn Byl (* 1. Dezember 1979 in Wuppertal) ist eine ehemalige deutsch-britische Handballspielerin und heutige -trainerin.
Sie begann das Handballspielen beim Sonnborner TV und wechselte dann zum TuS Haßlinghausen. Danach spielte die Physiotherapeutin für den TV Beyeröhde und von 1997 bis 2003 bei Bayer Leverkusen. Anschließend wechselte sie für 18 Monate zum SC Buntekuh aus Lübeck, bevor sie wieder nach Leverkusen zurückkehrte, wo sie bis 2011 der Bundesligamannschaft angehörte. Mit Leverkusen gewann sie 2005 den EHF Challenge Cup sowie 2002 und 2010 den DHB-Pokal.
Die 1,72 m große Kreisspielerin absolvierte fünf Länderspiele für die deutsche Nationalmannschaft und neun für die britische Nationalmannschaft. Sie gehörte zum britischen Aufgebot, das an den Olympischen Sommerspielen 2012 teilnahm.
Von Juni 2013 bis zum Ende der Saison 2015/2016 war sie beim westdeutschen Drittligisten 1. FC Köln für die erste Damenmannschaft als Cheftrainerin verantwortlich.